# Gustaf Nyholm
Gustaf Nyholm (Stockholm, 27 januari 1880 - aldaar, 12 september 1957) was een Zweeds schaker. Hij was een grootmeester.
Nyholm was de eerste Zweedse kampioen (in 1917-1921 en 1922-1924) en Noords kampioen in 1917.
In 1907 werd hij 6de in Kopenhagen (in het Noorse kampioenschap, Paul Saladin Leonhardt won). In 1909 werd hij 2de, na Joel Fridlizius, in Göteborg (het 7de Noordse kampioenschap, B-toernooi). Hij werd 11de in het Hamburgse schaaktoernooi in 1910 (het 17de DSB Congres, Gersz Rotlewi won). In 1912 werd hij 11de in Stockholm (het 8ste Noordse kampioenschap, Alexander Alekhine won). In 1914 werd hij 10de bij Baden bei Wien (Rudolf Spielmann won).